# 印度辮魚
印度辮魚為輻鰭魚綱辮魚目辮魚科的其中一種，分布於印度洋的馬爾地夫及安達曼海海域，棲息深度344-494公尺，為深海魚類，體長可達37公分。

## 擴展閱讀
維基物種上的相關：印度辮魚